# Pere Capdevila
Pere Capdevila Bernaus es un exjugador de baloncesto español, que ocupaba la posición de alero. Nació el 25 de enero de 1973, en Barcelona. Sus mejores años como profesional los pasó en el TDK Manresa, equipo comandado por el mítico Chichi Creus, que consiguió la liga ACB contra todo pronóstico en el año 1998.
En 2010 llegó a un acuerdo para ser el nuevo director deportivo del club Bàsquet Manresa, en substitución de Jordi Ardèvol. Esta será su segunda etapa, de ser jugador desde 1996 a 2000.

## Trayectoria deportiva

### Como jugador
- Cantera C.B. Prácticas Sants.
- FC Barcelona. Categorías inferiores.
- 1994-95 EBA. Llobregat Cornellà.
- 1994-95 ACB. FC Barcelona.
- 1995-96 ACB. Gijón Baloncesto.
- 1996-00 ACB. TDK Manresa.
- 2000-01 ACB. Canarias Telecom. Cortado tras 8 partidos
- 2000-01 LEB. Caprabo Lleida.
- 2001-03 ACB. Casademont Girona.

### Como director deportivo
- 2010-11 ACB. Bàsquet Manresa.

## Palmarés
- 1991-92 Campeonato de España Junior. FC Barcelona. Campeón.
- 1996 ACB. FC Barcelona. Campeón.
- 1997 Juegos del Mediterráneo. Selección de España Promesas. Bari. Medalla de Oro.
- 1998 ACB. TDK Manresa. Campeón.